# Мангыстау (горы)
Мангыстау (каз. Маңғыстау, другое название Каратау) — невысокие горные хребты на полуострове Мангышлак. Делится ущельями на Западный Каратау, Восточный Каратау и Каратаушык.
Протяжённость от с запада на восток 110 км, ширина 12 км. Делится на Западный и Восточный Мангыстау. Самая высокая вершина — гора Бесшокы (552 м) на Западном Мангыстау. Подножия горных хребтов изрезаны оврагами и рытвинами. Сложился в пермский период из метаморфных известняков, песчаников и конгломератов. Растут полынь, караганник, ковыль. Ущелье пригодно для пастбища. У подножия много родников (Сарыбулак, Жаманушкуз и другие). В недрах разведаны запасы железа, меди, угля, нефти и газа. Между Западным и Восточным Мангыстау расположен центр Мангыстауского района — посёлок Шетпе.